# 浄蔵
浄蔵（じょうぞう、寛平3年（891年）- 康保元年11月21日（964年12月27日））は、平安時代中期の天台宗の僧。父は三善清行。兄弟に日蔵がいる。
宇多法皇に師事して出家。比叡山で玄昭に密教を、大慧に悉曇を学んだ。扶桑略記によれば、909年（延喜9年）怨霊となり藤原時平を祟っているという菅原道真を調伏しに行くが、時平の両耳から青竜に化現した道真が現れ祈祷を制止したので調伏を辞退した。その後、ほどなくして時平は死去したという。
935年（承平5年）から940年（天慶3年）にかけて平将門が関東で乱をおこすと、その調伏のため修法を行い霊験があり、その他にも験があたったという。美声の声明を行うことでも知られ、また天文・医薬にも通じていた。